# William Jay Gaynor
William William Jay Gaynor (Oriskany, 2 febbraio 1849 – Oceano Atlantico, 10 settembre 1913) è stato un politico statunitense, 94° sindaco di New York.